# 厳忠済
厳 忠済（げん ちゅうさい、? - 1293年）は、モンゴル帝国に仕えた漢人世侯（漢人軍閥）の一人。字は紫芝。東平を中心とする大軍閥を築いた厳実の後継者であり、父同様に強大な権勢を得ていたが、クビライによる漢人世侯削減政策の中で失脚した。

## 概要
厳忠済は金末の混乱期にモンゴル帝国に帰順し東平一帯に大軍閥を築いた厳実の次男で、雄壮な風貌と騎射をよくすることで知られていた。1240年（庚子）、父の厳実が亡くなると1241年（辛丑）に第2代皇帝オゴデイに謁見し、虎符を与えられて父の生前の官職である東平路行軍万戸・管民長官の地位を継承した。厳忠済は老人を養い賢人を尊んだため、その治世は諸道の中で第一と評されていたという。また兵を進めて淮・漢の地を平定しており、第3代皇帝グユク・第4代皇帝モンケとモンゴル皇帝が代替わりしていく中でも地位を保った。
厳忠済ははじめ17の千戸（ミンガン）を支配下に置いていたが、1255年（乙卯）には山東地方の兵を一部統べるよう命じられたため、兵数は2万も増加することになった。これによって弟の厳忠嗣・厳忠範も万戸の地位を得て、その他の一族や勲臣も千戸に任じられ、宿州・蘄県に駐屯するに至った。
1259年（己未）、クビライ率いる軍団による長江中流域への進出が始まると、命を受けた厳忠済は間道より進んで鄂州でクビライ本隊と合流した。しかしモンケ・カアンの急死によってモンゴル軍が北方に帰還することになると、厳忠済は別の千戸に本隊の指揮を任せて自らは精鋭を率い殿軍を務めた。
モンケ・カアンの急死後、クビライは実力で帝位を勝ち取るために開平（後の上都）で自派の者だけを集めて即位を宣言し、これを認めない弟のアリクブケとの間で帝位継承戦争が勃発することになった。アリクブケとの内戦の一方で、かねてより漢人世侯の存在を危険視していたクビライは1260年（庚申）3月24日、支配下の漢地（ヒタイ地方）を十路に分けてそれぞれに「十路（十道）宣撫使」と呼ばれる自らの代理人を派遣した。東平路に派遣された姚枢については特に「諸侯の中で厳忠済こそが強横にして制し難いとされる。そのために公（＝姚枢）を東平の宣撫使としたのだ」との記録があり、漢人世侯の監視こそが宣撫使設置の狙いであり、最も危険視される厳忠済にはクビライ腹心の部下姚枢が派遣されたのであった。
同年（中統元年）6月19日、厳忠済は精鋭1万5千を率いてクビライ派の拠点である開平に赴くよう命じられた。そして中統2年（1261年）5月14日、開平に滞在していた厳忠済は突如として東平路管民総管兼行軍万戸の地位を剥奪されてしまった。更に5月17日には厳忠済の弟の厳忠範を新たに東平総管に任ずる布告が出されており、厳忠済の官位剥奪はクビライが厳忠範の野心を利用してものであったことがわかる。また、厳忠済の監視を務めていた姚枢はこの頃クビライの側近くにおり、厳忠済の官位剥奪に関与していたと考えられる。
厳忠範に代替わりして以後も漢字世侯の勢力削減は進められ、大軍閥たる東平厳氏は事実上解体されたが、厳忠済自身は身を脅かされることなくクビライの治世の晩年まで存命であり、至元30年（1293年）に亡くなった。後に荘孝と諡されたという。